# Kevin Magee (pilote moto)
Pour les articles homonymes, voir Magee et Kevin Magee.
Kevin Magee est un ancien pilote moto australien né le 20 juillet 1962[réf. nécessaire] à Horsham (État de Victoria). 
Il pilota en championnat du monde entre 1987 et 1993. Il prit part ensuite au championnat du monde superbike en 1994 avant de prendre sa retraite. Sa carrière prometteuse fut brisée par deux accidents à un an d'intervalle.

## Biographie
Kevin Magee fut victime de deux graves accidents qui détruisirent sa carrière. Le premier en 1989 peu après l'arrivée du Grand Prix des États-Unis qu'il vient de finir 4e. Après être tombé en panne d'essence sous le pont Mazda, il effectue un burnout de dépit. Ne voyant pas les autres coureurs arriver, il continue son burn. Alors Rainey passe sans encombre, Magee est percuté par Shobert qui le percute à près de 200 km/h. Shobert reste inanimé au sol. Magee comprend son erreur mais ne peut rien lui-même étant blessé à la cheville. Shobert s'en tire mais ne repilotera jamais. Un an plus tard lors du même Grand Prix. En 1990 à Laguna Seca, le week-end est marqué par plusieurs accidents sérieux dont celui de Lawson, mais Magee est le plus grave. Magee perd le contrôle de sa Yamaha à près de 250 km/h et percute les glissières avec une extrême violence. Évacué dans un état très critique, il s'en tire après dix jours dans le coma. S'il doit suivre une longue convalescence, il parvient à revenir en 1991. Mais les deux accidents l'ont marqué et il ne retrouvera jamais son niveau. Logiquement, il préfère prendre sa retraite en 1994. Depuis, il commente les Grands Prix moto pour la télévision australienne et pilote encore à l'occasion comme testeur pour le magazine Two Wheels.
En 2019, un documentaire australien réalisé par Eva Küpper raconte comment Kevin Magee accompagne un ami aveugle dans sa tentative de record du monde en moto sur un lac salé.

## Palmarès
- 1 victoire en mondial : Grand Prix d'Espagne 1987 en classe 500

- 1 pole position : 1989

- 3 podiums

- 2 fois 5e du championnat du monde.